# The Last Run
Pour plus de détails, voir Fiche technique et Distribution.
The Last Run est un film américain de Jonathan Segal (en) sorti en 2004.

## Synopsis
Quand un jeune comptable découvre que sa petite amie le trompe, son meilleur ami le convainc de faire une « course » et de coucher avec le plus de femmes possible afin de surmonter sa peine de cœur.

## Fiche technique
- Titre : The Last Run
- Réalisation : Jonathan Segal (en)
- Scénario : Todd M. Camhe et Jonathan Segal
- Musique : Laura Karpman
- Producteurs : Todd M. Cahme et Jonathan Segal
- Coproducteur : Robert Benjamin et Ira S. Rosenstein
- Producteurs associés : Christopher Hamick et Ira S. Rosenstein
- Producteur exécutif  : Marty Hornstein
- Directeur de la photographie : Donald M. Morgan (de)
- Image : Joaquin Sedillo
- Montage : Matt Friedman
- Distribution des rôles : Barbara Fiorentino, Rebecca Mangieri et Kelly O'Brien
- Création des décors : John DeMeo
- Direction artistique : Brian Renn
- Décorateur de plateau : Peggy Paola
- Création des costumes : Kevin Ian Ackerman
- Maquillage : Peter De Oliveria, RaMona Fleetwood et Lindsay Garrison
- Directeur de production : Marty Hornstein, Ira S. Rosenstein et Natalie Samanon
- Assistant réalisateur : Michael D. Gillis
- Second assistant réalisateur : Mike Currie et Steven E. Simon
- Société de production : Run it Raw Inc.
- Genre : Comédie dramatique
- Pays :  États-Unis
- Durée : 97 minutes
- Date de sortie en salles :  France : 12 mai 2005 (Marché du film de Cannes)
- Date de sortie en vidéo :  États-Unis : 19 juin 2007 (DVD)[1]

## Distribution
- Fred Savage : Steven Goodson
- Amy Adams : Alexis
- Steven Pasquale : Jack Manning
- Andrea Bogart : Chloe
- Jacob O'Reiley : Ron
- Erinn Bartlett : Amelia
- Vyto Ruginis : Clancy
- Robert Romanus : le patron de Steven
- Ray Baker : M. Powers
- Abby Brammell : assistante serveuse de bar
- Amanda Swisten : Sage
- Lisa Arturo : Ginger
- Jillian Bach : Felicia
- Ina Barron : Brunette superbe
- Judith Benezra : Bridget
- Art Bonilla : ouvrier aménagement paysager
- Paul Wesley : Seth